# Festina (wielerploeg)
Festina was een Franse wielerploeg die werd gesponsord door een Spaans horlogemerk. De ploeg werd opgericht in 1989 als Spaanse ploeg onder de naam Lotus-Zahor. Een jaar later kwam Festina erbij als cosponsor. In 1993 reed de ploeg op Andorrese licentie onder de naam Festina-Lotus. In 1995 ging de ploeg verder onder Franse vlag.

## Festina-affaire
De wielerploeg van Festina kwam in opspraak tijdens de Ronde van Frankrijk in 1998. De ploeg speelde de hoofdrol in het drama. Op 8 juli werd Willy Voet, verzorger van Festina, aan de Frans-Belgische grens opgepakt. In zijn auto werd een grote hoeveelheid erytropoëtine (kortweg: epo) aangetroffen. Een week later werden ook ploegleider Bruno Roussel en arts Erik Rijckaert opgepakt. Ook bij de Nederlandse wielerploeg TVM kwam dopinggebruik aan het licht.
Bijna de voltallige ploeg bekende doping te hebben gebruikt, onder meer Laurent Brochard, Alex Zülle, Armin Meier en Laurent Dufaux. Richard Virenque gaf aanvankelijk niet toe doping te hebben gebruikt. Ook arts Rijckaert heeft altijd ontkend dat hij in doping heeft gehandeld. Een Belgische apotheek in Gent bevestigde de handel met Rijckaert.

## Ploegleiders
- 1993 - Miguel Moreno Cachinereo, Bruno Roussel, en Piet van der Kruijs
- 1994 - Bruno Roussel, Miguel Moreno Cachinereo, en Jaime Mir Ferri
- 1995 - Bruno Roussel, Miguel Moreno Cachinereo, en Michel Gros
- 1996 - Miguel Moreno Cachinereo en Michel Gros
- 1997 - Miguel Moreno Cachinereo, Michel Gros en Jaime Mart'n Tarascon
- 1998 - Bruno Roussel, Miguel Moreno Cachinereo, Michel Gros
- 1999 - Juan Fernández Martín, Yvon Sanquer en Michel Gros
- 2000 - Juan Fernández Martín, Yvon Sanquer en Jacky Lachévre
- 2001 - Juan Fernández Martín, Yvon Sanquer en Gérard Rué

## Fietsmerken
- 1993 - Rossin
- 1994 - LOOK
- 1995 - Peugeot
- 1996 - Peugeot
- 1997 - Peugeot
- 1998 - Peugeot
- 1999 - Peugeot
- 2000 - Specialized
- 2001 - Specialized